# 西澤義徵

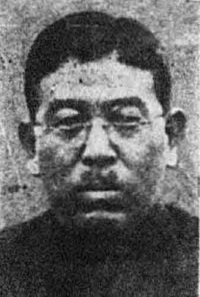
西澤義徵

西澤義徵（1888年11月21日—？）為日本政府官員，本籍日本高知。西澤義徵於1932年受台灣總督府派任，接替內海忠司，於台灣台北市擔任台北市尹一職。該官職約等於今台北市市長。